# トーダル・マル

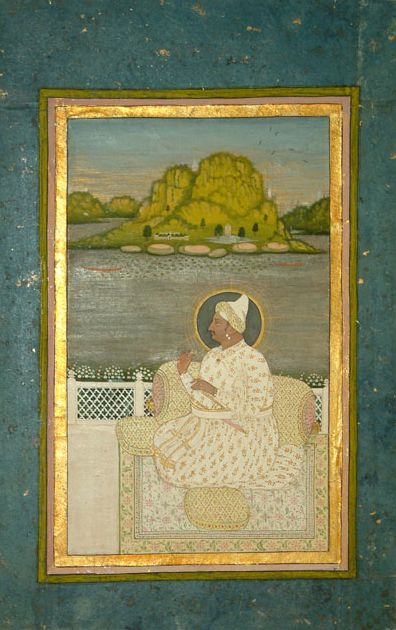
トーダル・マル

トーダル・マル（Todar Mal, 1523年 - 1589年11月8日）は、北インド、ムガル帝国の武将・政治家。財務大臣でもある。ラージャ・トーダル・マル（Raja Todar Mal）とも呼ばれる。
トーダル・マルはヒンドゥー教徒であったが、皇帝アクバルに重用され、武将としてはグジャラート地方及びベンガル地方征服に、行政官としては租税制度の確立に尽力した。

## 生涯
1523年、トーダル・マルはラハルプルのヒンドゥー教徒の家に生まれた。そのカーストはカトリーとも、アーグラワールとも、カーヤスタとも様々な説がある。
なお、彼が幼いころに父は死亡し、母とともに非常に困窮した生活を共にしたという。
1540年、ムガル帝国に代わってスール朝が北インドの支配を握ると、トーダル・マルは書記の役人となって仕えた。だが、トーダル・マルはシェール・シャーの命によりロータース城の新たな砦の構築、あるいは北西方面のムガル帝国に対する攻撃の防衛などを担当し、政権内でその地位を上げた。
その後、1555年にスール朝がムガル帝国に滅ぼされると、トーダル・マルは帝国の皇帝アクバルの行政官となった。まず、彼は財務大臣ムザッファル・ハーンの下で、中央政府官吏として働いた。
1570年代、トーダル・マルはグジャラート・スルターン朝の征服を助け、その後はベンガル・スルターン朝の征服を助けるためにムヌイム・ハーンの元へと向かった。トーダル・マルの尽力もあって、ベンガル地方の征服は数年で終結した
また、1570年代から1580年代にかけて、トーダル・マルは財務大臣として諸地方の測量を行い、税率を決定した。以降、この「トーダル・マルの税率」は標準的な税率。
1585年、トーダル・マルはヴァーラーナシーのカーシー・ヴィシュヴァナート寺院
を再建した。
1589年11月8日、トーダル・マルはラホールで死亡した。